# Szamil Achmiedow
Szamil Nucałchanowicz Achmiedow (ros. Шамиль Нуцалханович Ахмедов; ur. 15 lipca 1990) – rosyjski zapaśnik startujący w stylu wolnym. Dziewiąty w Pucharze Świata w 2010 i dwunasty w 2012. Mistrz świata juniorów w 2010. Trzeci w mistrzostwach Rosji w 2009 i 2012 roku.